# Sisowath Yuthevong
Sisowath Yuthevong (ur. 1913, zm. 17 lipca 1947) – kambodżański polityk, książę.
Studiował na uniwersytecie w Montpellier. W 1941 uzyskał doktorat z fizyki. Działał we francuskiej Partii Socjalistycznej. Pracował w Ministerstwie ds. Kolonii. Był delegatem Unii Francuskiej na konferencję w Hot Springs. Po powrocie do Kambodży założył w 1946 Partię Demokratyczną. Jako jej lider opowiadał się za możliwie szybkim uzyskaniem przez kraj pełnej niezależności. Opowiadał się za zaadaptowaniem do warunków kambodżańskich francuskich wzorców ustrojowych, krytykował również króla Norodoma Sihanouka. We wrześniu 1946 jego ugrupowanie zdecydowanie zwyciężyło w wyborach do Zgromadzenia Konsultacyjnego. 15 grudnia 1946 objął stanowisko premiera. Pełnił je aż do śmierci.
Zmarł na malarię.